# Венгрия на зимних Олимпийских играх 1932
Венгрия принимала участие в Зимних Олимпийских играх 1932 года в Лейк-Плесиде (США) в третий раз за свою историю и завоевала 1 бронзовую медаль.

## Медалисты
| Медаль | Спортсмен                  | Вид спорта       | Дисциплина |
| ------ | -------------------------- | ---------------- | ---------- |
| Бронза | Эмилия Роттер Ласло Соллаш | Фигурное катание | Пары       |

## Состав сборной
Сборная страны состояла из 4 спортсменов: двух мужчин и двух женщин, которые соревновались в парном фигурном катании.
Самым младшим участником сборной был 24-летний Ласло Соллаш, самым старшим — 38-летний Шандор Салаи. Знаменосцем был Ласло Соллаш.

## Результаты
Соревнования прошли 12 февраля на искусственном льду Олимпийской арены.
| Спортсмены                   | Сумма мест | Баллы | Место |
| ---------------------------- | ---------- | ----- | ----- |
| Ольга Оргоништа Шандор Салаи | 28         | 72,2  | 4     |
| Эмилия Роттер Ласло Соллаш   | 20         | 76,4  | 3     |

## Галерея

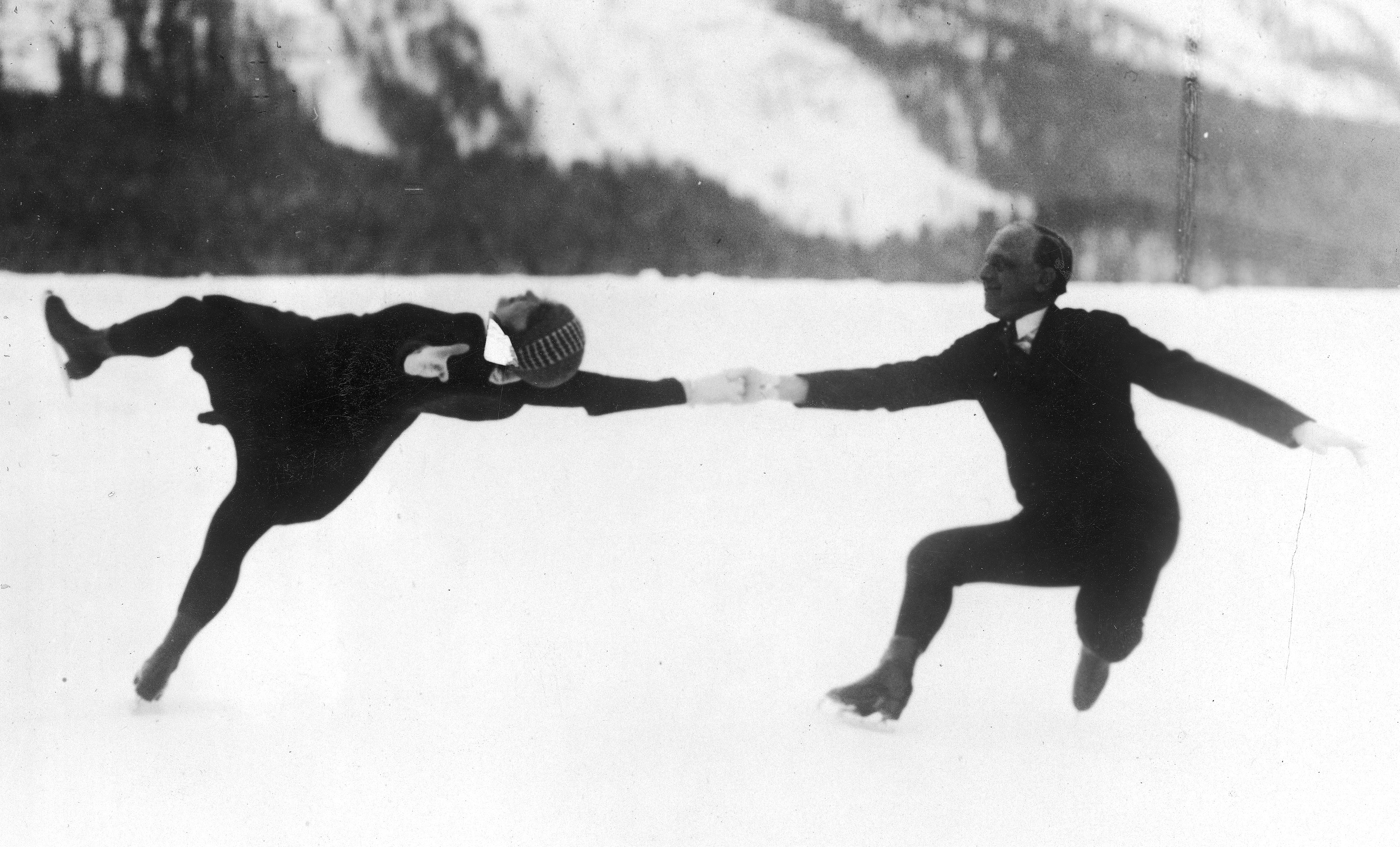
Тодес в исполнении Ольги Оргоништа и Шандора Салаи
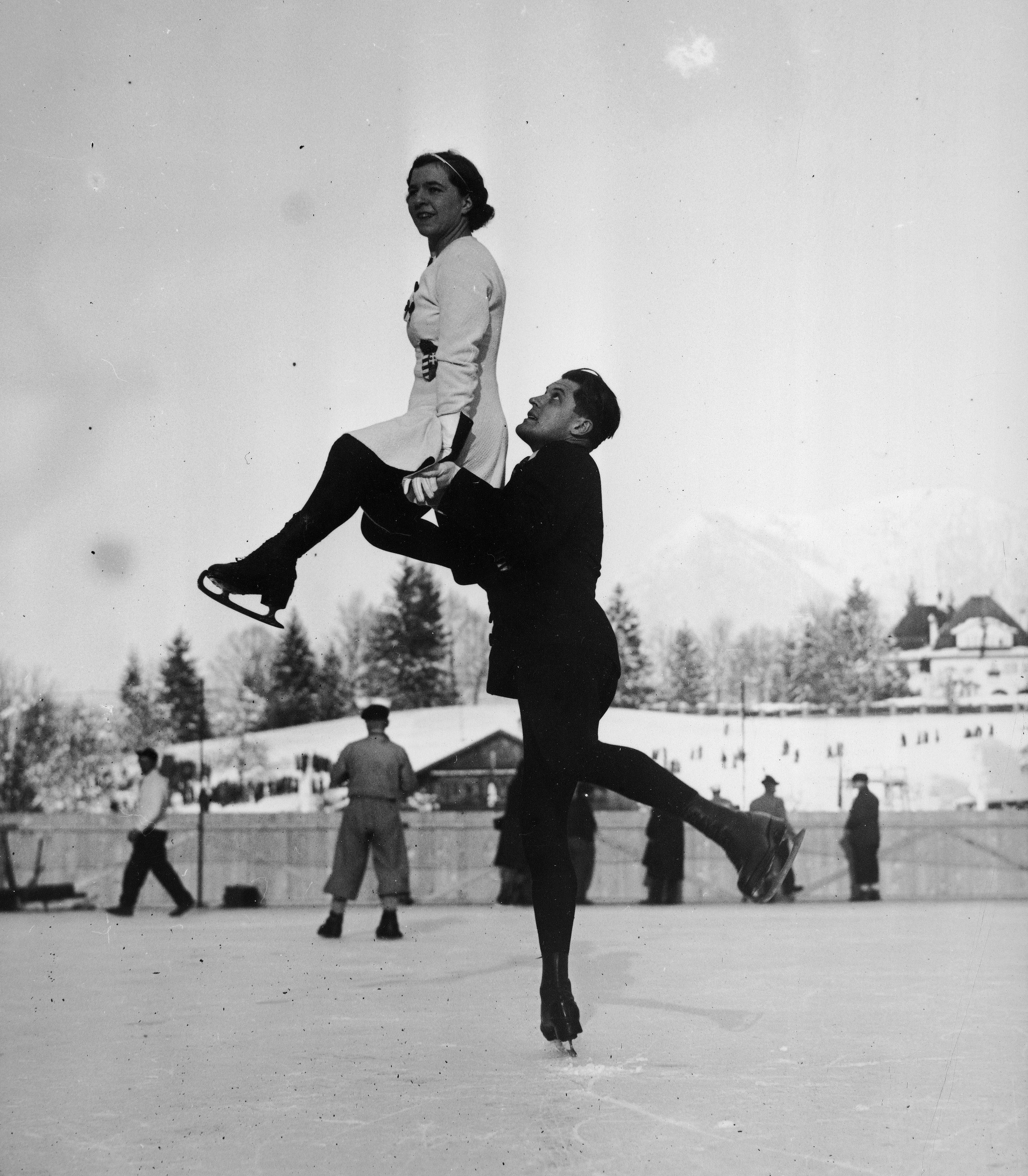
Поддержка в исполнении Эмилии Роттер и Ласло Соллаша